# Чарльз Філлмор
Чарльз Філлмор (англ. Charles J. Fillmore, 9 серпня 1929 — 13 лютого 2014) — американський лінгвіст і професор лінгвістики Каліфорнійського університету в Берклі. Отримав ступінь доктора філософії. 

## Біографія
Чарльз Філлмор провів десять років в Університеті штату Огайо та 1 рік як співробітник Центру перспективних досліджень поведінкових наук Стенфордського університету, перш ніж приєднатися до кафедри лінгвістики Берклі в 1971 році. Філлмор був надзвичайно відзначився у сферах синтаксису та лексичної семантики.
Філлмор був одружений з Лілі Вонг Філмор, лінгвісткою та почесною професоркою Берклі.
У 2012 році Філлмор отримав премію Асоціації комп'ютерної лінгвістики за життєві досягнення. Він помер у 2014 році.

## Ранні роки
Філлмор провів три роки в армії США, дислокованій в Японії, де він перехоплював закодовані російські розмови по короткохвильовому радіо і навчався японській мові. Після звільнення він викладав англійську мову в буддійській школі для дівчат, а також відвідував уроки в Кіотському університеті.
Він повернувся до США, отримав ступінь доктора в Мічиганському університеті, а потім викладав в Університеті штату Огайо в Колумбусі. У той час він все ще був прихильником теорії генеративної граматики Ноама Хомського під час її найранішої фази трансформаційної граматики. У 1963 році його фундаментальна стаття The position of embedding transformations in a Grammar представила трансформаційний цикл. Основна ідея полягає в тому, щоб спочатку застосувати правила до найменшої відповідної одиниці, потім до найменшої одиниці, що містить цю одиницю, і так далі. З тих пір цей принцип був основоположним для теорій синтаксису.

## Відмінкова граматика Філлмора
Відмінкова граматика — це лінгвістична теорія, яка наголошує на важливості семантичних ролей у намаганні зробити явними основні зв'язки значення в реченні.
Відмінкова граматика була розроблена в 1960-х роках американським лінгвістом Чарльзом Дж. Філлмором, який розглядав її як «суттєву модифікацію теорії трансформаційної граматики» («The Case for Case», 1968).
У Словнику лінгвістики та фонетики (2008) Девід Крістал зазначає, що відмінкова граматика «привернула дещо менше інтересу в середині 1970-х років; але вона виявилася впливовою на термінологію та класифікацію кількох пізніших теорій, особливо теорії тематичних ролей».
Відмінкова граматика — це система лінгвістичного аналізу, що зосереджується на зв'язку між валентністю, або кількістю підметів, об'єктів тощо, дієслова та граматичним контекстом, який йому потрібний. Ця теорія аналізує поверхневу синтаксичну структуру речень шляхом вивчення комбінації глибоких відмінків (тобто семантичних ролей), які потрібні для конкретного дієслова. Наприклад, дієслово «give» в англійській мові вимагає Agent (A) та Object (O), та a Beneficiary (B); e.g. "Jones (A) gave money (O) to the school (B). Тобто, «Джонс дав гроші в школу», де 'Джонс' є підметом, 'гроші' — додатком, 'в школу' — обставиною.
Семантичні ролі Філлмора дозволяють враховувати при аналізі тексту глибинну структуру речення завдяки попередньому опису моделі світу в термінах «ролей». Семантична структура речення чи пропозиції визначається як позачасовий набір відносин між дієсловами та іменами. Відношення між дієсловом — предикатом та ім'ям називається глибинним або семантичним відмінком, значення якого розкривається на основі трансформацій — перетворень. Відмінки семантично елементарні подальшого аналізу не підлягають. Кожен відмінок входить у структуру висловлювання лише один раз. Відмінки (семантичні відносини між дієсловом та ім'ям) можуть бути облігаторними або факультативними. Визначення семантичних відносин імені до дієслова (дії) відображає базові розумові універсалії, що відображають об'єктивні відносини між учасниками реальних ситуацій. Другий етап відмінкової граматики описує процеси (або правила) переходу від глибинних структур до їх поверхневих реалізацій: (а) правила топікалізації (теми повідомлення); (б) суб'єктивізації (вибір підлягає); (в) об'єктивації (вибір синтаксичного доповнення);) вибір прийменника або відмінкової форми.
Однак у відмінковій граматиці є й свої недоліки: відсутні чіткі визначення та критерії виділення семантичних ролей, не зовсім чітко визначений статус ролей у деривації речення, ступінь повноти їхнього набору та межі між «рольовими» та іншими елементами речення.
Ідеї відмінкової граматики вплинули на розвиток синтаксичної типології; іншою областю досліджень, в якій вони були затребувані, став штучний інтелект, де було створено цілу низку метамов відмінкового типу.

## Відмінки у Філлмора
Розглядається як універсальне явище, властиве всім мовам – це узагальнене відношення між дієсловом і змістом однієї з його іменних груп. Усього пропонується сім глибинних відмінків: 
- агентивний (А) (відмінок живого ініціатора дії, ідентифікованого з дієсловом, напр.: Джон відчинив двері; Двері були відчинені Джоном);
- інструктивний (І) (відмінок неживого предмета або сили, що є причиною дієслівної дії або стану, напр.: Ключ відчинив двері; Джон відчинив двері ключем; Джон скористався ключем, щоб відчинити двері);
- давальний (D) (відмінок живої істоти, пов’язаної з дієслівною дією, спрямованою на неї, напр.: Джон вірив, що він виграє = Джону було очевидно те, що він виграє);
- фактитивний (F) (відмінок предмета або дії, що виникає внаслідок дії, або входить як частина самої дієслівної дії, напр.: Вітрина розбилася);
- локативний (L) (місце або просторова орієнтація дієслівної дії, стану, напр.: Чикаго вітряний; У Чикаго вітряно);
- бенефактивний (В) (відмінок користувача) (Читач задоволений);
- об’єктивний (O) (семантично найбільш нейтральний відмінок, відмінок чогось, що може бути позначено іменником, роль якого відносно дії або стану визначається семантичною інтерпретацією самого дієслова, напр.: Джон відчинив двері).

Склад відмінків та характеристики не є остаточними.

## Основні публікації
- «The Case for Case» (1968). In Bach and Harms (Ed.): Universals in Linguistic Theory. New York: Holt, Rinehart, and Winston, 1-88.
- «Frame semantics and the nature of language» (1976): . In Annals of the New York Academy of Sciences: Conference on the Origin and Development of Language and Speech. Volume 280: 20-32.
- «Frame semantics» (1982). In Linguistics in the Morning Calm. Seoul, Hanshin Publishing Co., 111—137.
- (with Sue Atkins) «Starting where the dictionaries stop: The challenge for computational lexicography». (1994). In Atkins, B. T. S. and A. Zampolli (Eds.) Computational Approaches to the Lexicon. Oxford: Oxford University Press, 349—393.
- Lectures on Deixis (1997). Stanford: CSLI Publications. (originally distributed as Fillmore (1975/1971) Santa Cruz Lectures on Deixis by the Indiana University Linguistics Club)
- "The Position of Embedding Transformations in a Grammar" (1963). In Word 19:208-231
- (with Paul Kay and Mary Catherine O'Connor) "Regularity and Idiomaticity in Grammatical Constructions: The Case of Let Alone" (1988). Language. Vol. 64, No. 3 (Sep., 1988), 501-538